# Aquilegia nuragica
Aquilegia nuragica (tiếng Anh thường gọi là Nuragica Columbine) là một loài thực vật]] thuộc họ Ranunculaceae. Đây là loài đặc hữu của Ý. Môi trường sống tự nhiên của chúng là thảm cây bụi kiểu Địa Trung Hải.